# 绍登
绍登是德国莱茵兰-普法尔茨州的一个市镇。总面积5.14平方公里，总人口725人，其中男性360人，女性365人（2011年12月31日），人口密度141人/平方公里。